# Gwindor
 (janvier 2025).
Si vous disposez d'ouvrages ou d'articles de référence ou si vous connaissez des sites web de qualité traitant du thème abordé ici, merci de compléter l'article en donnant les références utiles à sa vérifiabilité et en les liant à la section « Notes et références ».
Gwindor est un personnage du légendaire de l'écrivain britannique J. R. R. Tolkien. C'est un Elfe apparaissant notamment dans Le Silmarillion et Les Enfants de Húrin.

## Histoire
Elfe de Nargothrond, fils de Guilin, il commande un détachement lors de la bataille des Larmes Innombrables. Durant cette bataille, un héraut de Morgoth tue son frère Gelmir (qui avait été fait prisonnier lors de la Dagor Bragollach) devant ses yeux. Pris d'une intense colère, il s'élance alors vers Angband suivi de toute l'armée. Il parvient aux portes d'Angband accompagné de son détachement. Ils pénètrent dans Angband, mais son groupe est massacré et Gwindor est fait prisonnier. 
Esclave d'Angband pendant 17 années, il parvient à s'échapper mais erre longtemps dans Taur-nu-Fuin où il rencontre Beleg, alors à la recherche de Túrin. À eux deux, ils réussissent à retrouver Túrin mais lors de son sauvetage, ce dernier tue Beleg. Gwindor doit alors prendre en charge Túrin, anéanti par la mort de son ami. Ils errent jusqu'au lac Ivrin où Túrin peut soulager sa peine puis gagnent Nargothrond. À leur arrivée, seule Finduilas fille d'Orodreth, le seigneur de la cité, reconnaît Gwindor, car ils avaient été amants avant la Dagor Bragollach. 
Durant leur séjour, Tùrin devient de plus en plus influent et Finduilas finit par tomber amoureuse de lui. Gwindor devient alors encore plus amer et s'oppose de plus en plus à Tùrin mais sans succès. 
Gwindor est tué en 495 P. A. lors de la bataille de Tumhalad juste avant le sac de Nargothrond perpétré par le dragon Glaurung.